# Myliobatis chilensis
Myliobatis chilensis é uma espécie de peixe da família Myliobatidae.
Pode ser encontrada nos seguintes países: Chile e Peru.
Os seus habitats naturais são: mar aberto.